# Svenska skifferoljeaktiebolaget
Svenska skifferoljeaktiebolaget, Svenska Skifferolje AB, SSAB, var en svensk petrokemisk industri som bildades hösten 1940.
När andra världskriget bröt ut fick Sverige snabbt problem med oljeimporten. Den oljeförande alunskiffern kom då i fokus för intresset, eftersom denna kunde användas för att producera drivmedel. Under våren 1940 tillsatte regeringen en kommitté för att förbereda anläggandet av ett skifferoljeverk i Kvarntorp i Närke och samma höst bildades så Svenska skifferoljeaktiebolaget.
Oljeskiffern kom sedan att brytas från 1941 till 1966 och bland annat producerade man bränsle till svenska marinen. I april 1942 utvanns den första oljan och 1945 var produktionen uppe i 85 000 m³.
Ugnarna i Berg-Kvarntorp nådde senare en årsproduktion på ungefär 100 000 kubikmeter olja. År 1965 såldes skifferoljeverket till Yxhults Stenhuggeri AB som drev det vidare fram till 1 oktober 1966 då verket stängdes för gott.
Företaget hade även verksamhet i Kinne-Kleva.

## Företagsnamnet registreras på nytt
Sedan 2004 används åter bolagsnamnet av ett utlandsregistrerat bolag som har undersökningstillstånd kring Kvarntorp och Kumla samt mellan Vintrosa-Garphyttan. Tillståndet orsakade protester i området och många valde att överklaga det. Efter att tillståndet för Kvarntorpshögen överklagats till högsta instans beviljade Högsta förvaltningsdomstolen inte prövningstillstånd, varvid företagets undersökningstillstånd kvarstod.

## Brytning
För att avtäcka lagret med den oljeförande alunskiffern från jord, anskaffade man först en släpgrävmaskin av typen Marion 7400 1953 och senare en Rapier W-150.

## Verkställande direktörer
- 1941–1960: Claes Gejrot
- 1961–1969: Claës-Wilhelm Pilo